# مارك برتنخالر
مارك برتنخالر (بالألمانية: Mark Prettenthaler)‏ (11 أبريل 1983 بغراتس في النمسا - ) هو لاعب كرة قدم نمساوي في مركز الدفاع. شارك مع منتخب النمسا تحت 19 سنة لكرة القدم ومنتخب النمسا تحت 21 سنة لكرة القدم. أما مع النوادي، فقد لعب مع أوسكو باشينغ وشتورم غراتس ولاسك لينتس ونادي آوغسبورغ ونادي سانت بولتن و1. Wiener Neustädter SC ‏ وFC Juniors OÖ ‏ وSK St. Magdalena ‏ ونادي رييد وFC Gratkorn ‏ وKapfenberger SV ‏ وSK Austria Kärnten ‏.

## وصلات خارجية
- مارك برتنخالر على موقع قاعدة بيانات كرة القدم.إي يو (الإنجليزية)
- مارك برتنخالر على موقع Soccerway.com (الإنجليزية)
- مارك برتنخالر على موقع عالم كرة القدم.نت (الإنجليزية)